# Distretto di Chaupimarca
Il distretto di Chaupimarca è uno dei tredici distretti della provincia di Pasco, in Perù. Si trova nella regione di Pasco e si estende su una superficie di 6,66 chilometri quadrati.
Istituito il 27 novembre 1944, ha per capitale la città di Cerro de Pasco.